# ديام الغرب (الجميمة)

تعديل مصدري - تعديل

ديام الغرب هي إحدى قرى عزلة بقره الشرقية والوسطى بمديرية الجميمة التابعة لمحافظة حجة، بلغ تعداد سكانها 139 نسمة حسب تعداد اليمن لعام 2004.